# École supérieure d'électricité
Pour les articles homonymes, voir ESE.
L’École supérieure d’électricité, connue sous le nom Supélec, était une école d'ingénieurs française fondée en 1894 par Éleuthère Mascart, physicien et secrétaire perpétuel de l'Académie des sciences. Elle était l'une des écoles d'ingénieurs françaises habilitées à délivrer un diplôme d'ingénieur.
Entrant en vigueur le 1er janvier 2015, le décret no 2014-1679 a créé le grand établissement CentraleSupélec, regroupant les activités des deux écoles : École centrale Paris et Supélec, qui ont été respectivement dissoutes.
École généraliste, l’École supérieure d’électricité était l'une des écoles les plus prestigieuses de France, particulièrement reconnue dans les domaines de l'Énergie, des Sciences de l'Information et des Systèmes. Les anciens élèves étaient appelés « les Supélec ».
Depuis la fondation de Supélec en 1894, de nombreux scientifiques, industriels et politiciens de renom y avaient étudié. L'école formait environ 500 ingénieurs et plusieurs dizaines de docteurs par an. Les élèves de Supélec étaient recrutés essentiellement par un concours d'admission en sortie de classes préparatoires mais également en admission parallèle pour les universitaires. À l'origine située à Paris, Supélec s'était réorganisée au fil du temps et possédait trois campus, à Gif-sur-Yvette, Metz et Rennes. Supélec possédait de nombreux partenariats avec de prestigieux instituts de recherche et d'enseignement supérieurs en France et dans le monde ; en particulier avec l'École centrale Paris, ESCP-Europe et l'université américaine GeorgiaTech.

## L’école

### Histoire et localisation
L’École supérieure d’électricité a été fondée en 1894 par Éleuthère Mascart et la Société internationale des électriciens, actuellement Société des électriciens et des électroniciens (SEE). Il s’agissait alors de former les ingénieurs pour l’industrie électrique en plein développement. À l’occasion de l’ouverture de la nouvelle section de la Radiotélégraphie à l’École supérieure d’électricité, en février 1912, le physicien Paul Janet prononce un discours sur le rapport de Charles d’Almeïda relatif à sa mission pour le Gouvernement de la Défense Nationale dont l’objet était d’établir des communications entre la Province et Paris au cours de la Guerre de 1870-1871.
Elle ne devient l’Association Supélec qu’en 1987. Les quatre membres fondateurs de cette association sont la Société des électriciens et des électroniciens (SEE), la Fédération des industries électriques, électroniques et de communication (FIEEC), le groupe Électricité de France (EDF) ainsi que la Société des ingénieurs Supélec (renommée Amicale des ingénieurs Supélec en 1995).
À sa création, l’école était installée 12, rue de Staël, dans le 15e arrondissement de Paris, derrière le lycée Buffon, dans un bâtiment aujourd'hui disparu.
Elle déménage en 1927 à Malakoff, près de la porte de Vanves (locaux aujourd'hui occupés par l'Unité de formation et de recherche de droit de l'université Paris Descartes), puis, en 1975, à Gif-sur-Yvette, sur le plateau de Moulon, à la limite Sud du plateau de Saclay, près d’Orsay. Ce campus a été inauguré par le président de la République d’alors, Valéry Giscard d'Estaing.
Depuis, l’école a ouvert deux campus supplémentaires, à Rennes en 1972, puis à Metz en 1985. Tous les bâtiments principaux des campus de Supélec partagent la même architecture typique : des bâtiments de grande envergure à rayures horizontales blanches et noires.
Supélec est donc installée sur trois sites : Gif-sur-Yvette, Metz et Rennes. Chaque campus accueille à la fois les bâtiments d’enseignement et les résidences des élèves.
Régulièrement, l’école accueille des personnalités qui viennent faire des conférences sur la recherche et plus généralement les grands thèmes de société. Ainsi le candidat Nicolas Sarkozy est-il venu annoncer à Supélec son programme pour l’enseignement supérieur et la recherche le 18 janvier 2007. Il y est revenu en tant que président de la République pour présenter ses vœux au monde de l'éducation et de la recherche le 11 janvier 2010. En octobre 2013, dans le cadre d'une visite sur le plateau de Saclay, Jean-Marc Ayrault y a prononcé une allocution sur le projet Paris-Saclay.
Début 2015, l'école est dissoute, absorbée par un nouvel EPSCP : CentraleSupélec.

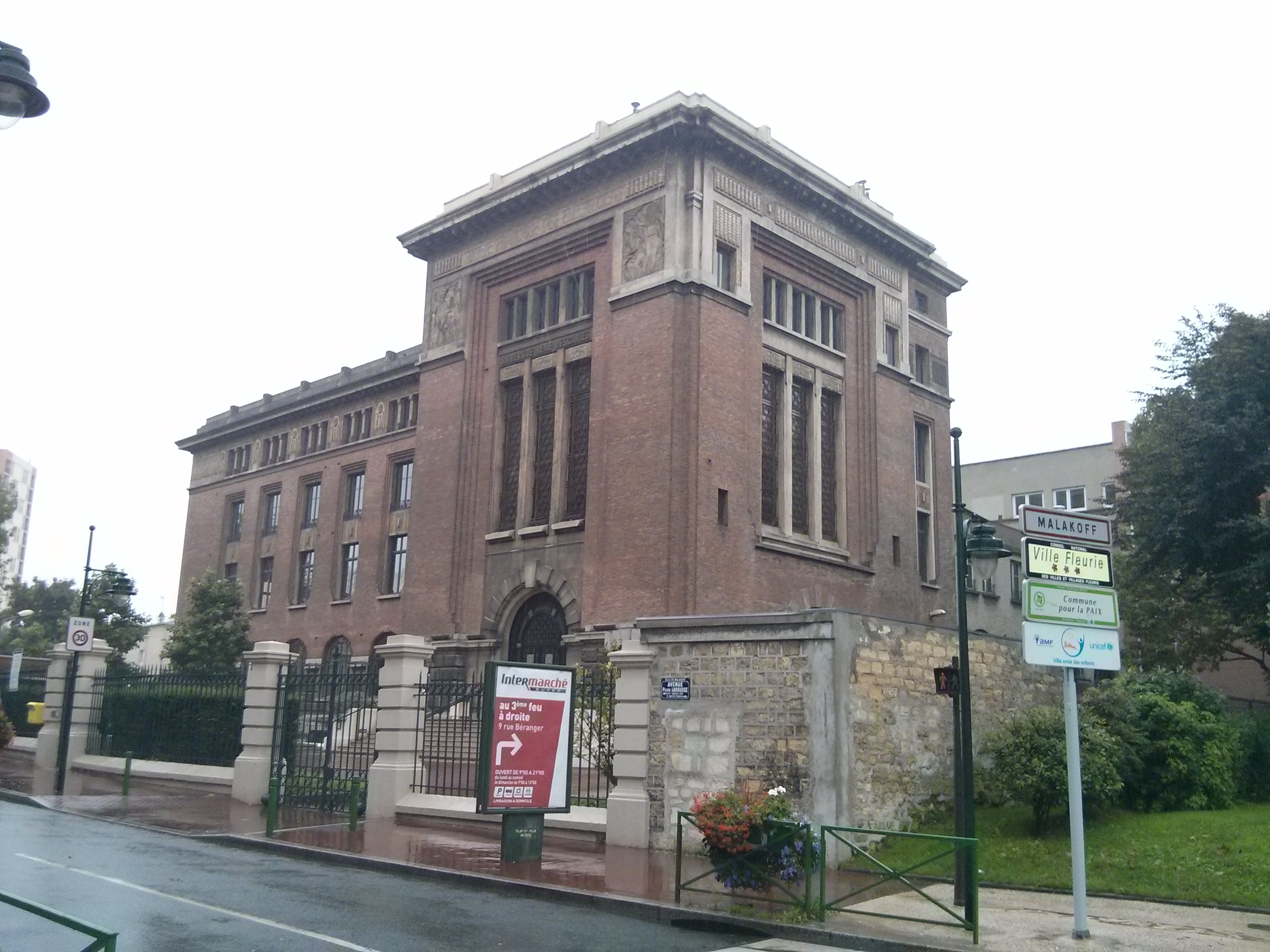
L'immeuble occupé par Supélec à Malakoff de 1927 à 1975.
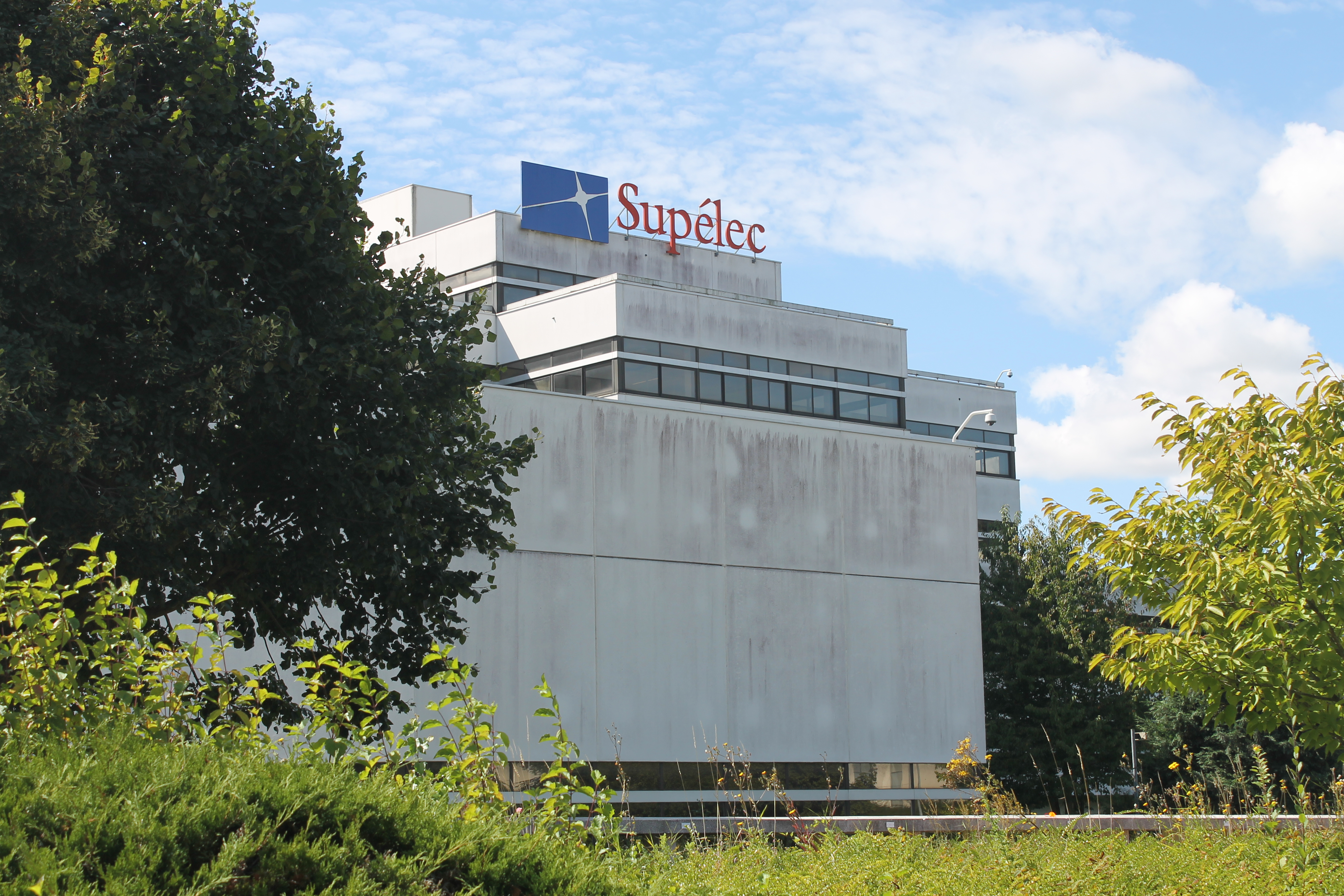
Le bâtiment principal de Supélec, dans le quartier de Moulon à Gif-sur-Yvette (Paris-Saclay).

### Statut
L’École supérieure d’électricité est une association loi de 1901 avec une mission de service public. Le premier poste de recette est représenté par les contrats de recherche (25 %). Les subventions de l’État, avec qui elle signe des contrats quadriennaux, représentent respectivement 23 % pour le ministère de l’Économie et des Finances et 22 % des recettes en 2009 pour le ministère de l’Enseignement supérieur et de la Recherche. Les frais de scolarité représentent 5 % des recettes totales.
L’École supérieure d’électricité est rattachée à l’université Paris-Sud.

## Missions de l’école

### Formation initiale
Supélec est habilitée par le ministre de l’enseignement supérieur, sur avis de la Commission des titres d'ingénieur, à délivrer à ses étudiants un titre d’ingénieur diplômé au terme d’une formation de trois années.

### Recherche
Supélec pratique la recherche fondamentale et industrielle, notamment dans le cadre de la formation des élèves (projet de fin d’études effectué pour le compte d’une entreprise).
L’École a obtenu en 2007, en commun avec l’École centrale Paris, le label Carnot, un mode de financement de la recherche qui favorise les partenariats avec les entreprises, pour le groupement C3S (Centrale-Supélec sciences des systèmes).
Supélec est très investie dans le domaine de la recherche, elle est l’une des trois seules écoles en France avec l’ENS Ulm et l’École polytechnique à faire partie de deux réseaux thématiques de recherche avancée
.
La recherche est organisée en :
- cinq entités propres : automatique (Gif et Rennes), électrotechnique et électronique industrielle (Gif), signaux et systèmes électroniques (Gif et Metz), télécommunications (Gif, Metz, Rennes), systèmes d’information distribués (Gif, Metz, Rennes) ;
- quatre unités en association avec le CNRS : Laboratoire de génie électrique de Paris, à Gif, Laboratoire des signaux et systèmes à Gif, Laboratoire matériaux optiques, photonique et systèmes à Metz, Laboratoire d'Économie expérimentale à Gif ;
- une unité fédérative, le Département de recherche en électromagnétisme ;
- un laboratoire international conjoint, le Laboratoire franco-singapourien de recherche en électromagnétisme et radars à Gif ;
- une chaire d’enseignement et de recherche dans le domaine de la radio flexible, financée par Alcatel-Lucent à Gif ;
- deux unités externes associées à Supélec par convention : le Laboratoire de physique des gaz et des plasmas à Gif et le Centre lorrain d'optique et d'électronique des solides à Metz.

## Partenariats
Dans le but de favoriser les carrières dans la banque, l’assurance, la finance ou le conseil, Supélec a également mis en place des partenariats avec de prestigieuses formations complémentaires : master assurance et gestion des risques avec l’université Paris-Dauphine, double diplôme avec l’ESCP Europe, dispense d’examen écrit pour intégrer l’Institut d'études politiques de Paris.

### Rapprochement avec Centrale Paris
En décembre 2008, Supélec et Centrale Paris annoncent une alliance stratégique.
Cette alliance se concrétise sous plusieurs formes :
- l'organisation d'un forum entreprise commun, le forum Centrale-Supélec[17], dont la deuxième édition s'est tenue le 13 décembre 2011 au Palais des congrès de Paris, et au cours de laquelle a été annoncée la création de la marque CentraleSupélec[18] ;
- la création de double-diplôme commun aux deux écoles :
  - avec l'ESCP Europe[19] ;
  - avec l'Université Paris-Sud 11[20].

La fusion de Centrale et Supélec sous une seule entité CentraleSupélec par décret no 2014-1679 du 30 décembre 2014 et l'arrivée de Centrale Paris sur le plateau du Moulon en 2017. CentraleSupélec devrait proposer un cursus unique avec un seul diplôme d’ingénieur à compter de la rentrée 2017.
L'inauguration de la nouvelle implantation de l'école a eu lieu le 25 octobre 2017 par le président de la république Emmanuel Macron.

## Anciens directeurs de l’école
- Ferdinand Guillebot de Nerville (1894-1895), polytechnicien (X 1878).
- Paul Janet (1895-1937), normalien.
- Robert Gillet de Valbreuze (1937-1949), saint-cyrien, officier du génie (Sce du général Ferrié)
- Pierre-Antoine-Jean Besson (1949–1958) : polytechnicien, officier de la légion d’honneur.
- Philippe Olmer (1961-1967) : normalien. Physicien
- André Maréchal (1967-1969) : normalien. Membre de l’Académie des Sciences.
- André Blanc-Lapierre (1969-1978) : normalien. Physicien émérite. Membre de l’Académie des Sciences.
- Jean-Loup Delcroix (1978-1989) : normalien. Physicien.
- Bernard Picinbono (1990-1995) : physicien. Membre de l’Académie des Sciences. Président de SupOptique.
- Jean-Jacques Duby (1995-2004) : normalien. Mathématicien. Ancien directeur scientifique d’IBM Europe. Président de l’ENS Cachan.
- Alain Bravo (2004-2013): polytechnicien, cofondateur de SFR.
- Hervé Biausser (2013-2018) : centralien, directeur de l'École centrale Paris puis de CentraleSupélec.

## Anciens élèves célèbres
Entre parenthèses figurent les années de sortie de l’école (numéros des promotions).

### Hommes politiques et hommes de lettres
- Yvon Coudé du Foresto (1920), ancien ministre de l’Agriculture.
- Roger Houdet (1921), ancien ministre de l’Agriculture.
- Jean-Marie Louvel (1924), ancien ministre de l’Industrie.
- Fred Orain (1929), producteur de cinéma.
- Pierre Schaeffer (1933), écrivain et compositeur français.
- Pierre Boulle (1933), écrivain, scénariste (La Planète des singes, Le Pont de la rivière Kwaï).
- Christian Beullac (1949), ancien ministre du Travail puis ministre de l’Éducation nationale.
- Marcel Niat Njifenji (1962), ancien vice premier ministre chargé des mines, de l’eau et de l’énergie et actuel président du sénat du Cameroun.
- Philippe Morillon (1964), général de Corps d’Armée (4 étoiles), Commandant des forces armées de l’ONU en ex-Yougoslavie (FORPRONU), député européen.
- Jean Pisani-Ferry (1973), économiste, essayiste, professeur à l’École polytechnique et à Dauphine.
- Thierry Breton (1979), commissaire européen au Marché intérieur, ancien ministre de l’Économie, des Finances et de l’Industrie (2005-2007), ancien PDG de France Télécom.
- Patrick Achi (1981), ministre des infrastructures économiques de la République de Côte d'Ivoire.
- Guillaume Piketty (1988), directeur adjoint de Sciences Po, docteur en histoire.

### Personnalités
- Louis Charles Breguet (1903), constructeur d’avion, fondateur d’Air France.
- Ernest Mercier (1905), industriel français, directeur de la Compagnie française du pétrole (CFP) (Devenue Total).
- Étienne de Lassus Saint Geniès (1910), industriel français, ancien président de la Thomson, de la Compagnie des Lampes, vice-président d’Alsthom.
- Louis Leprince-Ringuet (1924), membre de l’Institut, spécialiste du nucléaire et particules cosmiques.
- Ambroise Roux (1945), président de la Compagnie générale d'électricité, parrain du patronat.
- Anatole Abragam (1947), physicien, professeur au Collège de France, ancien président de la Société française de physique, membre étranger de l’Académie des sciences des États-Unis, membre étranger de la Royal Society.
- Jean-Luc Lagardère (1951), industriel, fondateur du groupe Lagardère, fondateur et actionnaire principal d’EADS.
- Khalilou Sall (1952), directeur des chemins de fer de Guinée, directeur des chemins de fer du Sénégal, PDG et fondateur d'ORGATEC.
- Bernard Dufau (1964), administrateur de France Telecom, ancien PDG d’IBM France.
- Bernard Vergnes (1968), ancien président de Microsoft Europe.
- Loïc Caradec (1970), navigateur, disparu en mer lors de la Route du Rhum (1986).
- Abdelghani Baakil (1973), directeur général Adjoint, fondateur de l’électrification rurale du Maroc Office national d’électricité Maroc.
- Robert Mahler (1972), président Alstom France.
- Jean-Philippe Collin (1980), ancien directeur général de Peugeot, directeur des achats de Sanofi-Aventis.
- Michel Mayer (1981), PDG de Freescale.
- Philippe Carli (1985), ancien PDG Siemens France, directeur général du groupe Amaury (Le Parisien, L'Équipe, Aujourd'hui en France, Open de France de golf, Paris-Dakar, Marathon de Paris, Roc d'Azur).
- Guillaume Multrier (1994), homme d’affaires, directeur général d’Aegis Media Expert, fondateur de Bananalotto.
- Nicolas Le Forestier (1996), champion du monde de ski nautique.
- Christian Nakhlé (1990), ancien conseiller au cabinet du Ministre des Affaires étrangères, ancien Ambassadeur de France au Koweït, chevalier de la Légion d’honneur.

### Industriels et hommes d’affaires
- Léo Trouilhet, président-fondateur de l’entreprise Calor (première production industrialisée de fers à repasser).
- Juan-José Espana, (vers 1930) compagnon de la Libération, PDG de Huard-UFC[23].
- François-Henri Raymond (1937), pionnier du radar en 1938-1940, fondateur de la Société d’électronique et d’automatisme (SEA, 1948-1967), qui développa les premiers ordinateurs français (1954).
- André Danzin (1945), ancien vice-PDG de Thomson-CSF.
- Cheikh Boubakar Fal (1951), PDG et fondateur de la compagnie aérienne Air Afrique.
- Yves Faroudja (1958), fondateur de Faroudja Labs.
- André Coustère (1961), contrôleur général honoraire d’EDF.
- André Merlin (1967), ancien PDG de RTE, filiale d’EDF.
- Jean-Paul Aimetti (1967), ancien directeur général de BVA et de SOFRES.
- Christiane Schwartz (1969), directrice de l’innovation pour le groupe France Télécom, administratrice de l’INRIA.
- Étienne Franzi (1969), président de l’Association sportive de Monaco Football Club, président de la Compagnie monégasque de banque.
- Jean-Louis Détry (1969), ancien président du conseil de surveillance de Léon de Bruxelles, repreneur d’entreprises.
- Julien Roitman (1970), directeur général d’IBM Europe.
- Rolant Natalini (1971), ancien président de Nexans (Alcatel Câble) France.
- Dominique Vernay (1972), directeur technique de Thales, président du pôle mondial de compétitivité System@tic Paris-Region, administrateur de l’INRIA.
- Olivier Colcombet (1973), président du directoire de VVF Vacances et Santoline.
- Michel Augonnet (1973), executive vice-président d'AREVA T&D Systems BU.
- Pierre Servant (1973), directeur général de Malakoff Médéric.
- François Djindjian (1974), directeur général adjoint d’Osiatis.
- Pierre Bornard (1975), PDG de Powernext, membre du directoire de RTE.
- Patrick Mestrallet (1975), PDG de la Compagnie bancaire de l’Afrique occidentale (CBAO), frère de Gérard Mestrallet.
- Daniel Le Gal (1975), cofondateur et président du conseil d’administration de Gemplus.
- Jean-Pierre Giannini (1976), directeur adjoint « armes nucléaires » du CEA.
- Joël Karecki (1976), président de Philips France.
- Vincent Besson (1977), directeur de la stratégie du groupe PSA.
- Jean-François Wets (1977), directeur des systèmes d’information de l’AFP.
- Hervé Yahi (1979), PDG de Mandriva, (ex-PDG de Virtools, ex-vice-président de Bull SI&S).
- Bertrand Cambou (1979), PDG de Spansion.
- Laurent Schwartz (1980), cofondateur et D.G. d'Alten.
- René Montaz-Rosset (1980), DG de GDF Grande-Bretagne.
- Simon Azoulay (1980), PDG du groupe Alten.
- Pierre-Yves Chaltiel (1980), senior vice-président et directeur général de Thales des zones Europe, Asie centrale et Amérique latine.
- Jean-Marc Patouillaud (1981), président de Partech International.
- Jean-Luc Figuereo (1981), directeur général adjoint d’INEO Suez.
- Christophe Pagezy (1981), vice-président exécutif de Gemalto.
- Pierre Ringue (1981), PDG du groupe Apem.
- Camille Rizko (1981), PDG de Doremi Labs, Inc.
- Christian Galivel (1981), directeur général adjoint de la RATP.
- Laurent Fonnet (1982), ancien directeur général TF6-Série Club.
- Jean Lassignardie (1982), directeur exécutif « Services & Finance » de Cap Gemini, ancien PDG LixxBail (filiale de LCL).
- Alain Bénichou(1983), PDG d'IBM France, de 2010 à 2015.
- Patrick Starck (1983), ancien PDG de Hewlett Packard France.
- Alexander Wynaendts (1984), président du directoire d'Aegon.
- Jean-Luc Barlet (1984), membre du directoire de Mazars.
- François Bonifacio (1984), vice-PDG de HP Services France.
- Christine Landrevot (1984), présidente de Motorola France et Belgique.
- Luc François (1985), membre du comité exécutif de Morgan Stanley, ancien dirigeant de la Société générale
- Loïc Le Guisquet (1985), président de Oracle Corporation France.
- Philippe Carli (1985), PDG de Groupe Amaury(Le Parisien, Aujourd'hui en France, L’Équipe, Futuroscope).
- Pascal Morand (1985), inventeur, créateur de la Journée nationale des ingénieurs (JNI) de l'IESF.
- Olivier Campenon (1986) vice-président (zone Europe, Asie, Afrique) de British Telecom.
- Jean-Michel Dy (1986), directeur général de Société générale Private Banking.
- Antoine Veyrat (1988), directeur général de l’Olympique de Marseille.
- Pascal Mathieu (1990), directeur général de la Bourse Gilbert Dupont.
- Nicolas Wertans (1991), dirigeant de Peugeot Citroën, ancien président du directoire de BMW France.
- Jean-Baptiste Rudelle (1991), PDG et fondateur de Criteo.
- Jean-Manuel Jenn (1991), président d’InfoPrint Solutions France.
- Olivier Amet (1993), président d’Eiffel (filiale de Eiffage).
- Cedric Foray (1996), vice-président et cofondateur de Greenwich-Consulting.
- Grégory Gosset (1998), directeur général de Tele2 Mobile.

### Scientifiques et professeurs
- Sergueï Bernstein (1901), mathématicien.
- Henri Fabre, ingénieur, inventeur de l'hydravion.
- Henri Chrétien (1902), astronome, inventeur du cinémascope, cofondateur de l’École supérieure d'optique et professeur à la Faculté des sciences de Paris.
- René Barthélemy (1910), inventeur de la télévision.
- Marius Lavet (1911), inventeur du moteur pas à pas.
- René Leduc (1921), pionnier du statoréacteur.
- Pierre-Antoine-Jean Besson (1919), directeur de Supélec (1949-1958)[24].
- Fernand Nouvion (1927), réalisateur de l’électrification de la SNCF.
- Pierre Bézier (1931), mathématicien (courbes de Bézier), physicien, ancien élève de l’École nationale supérieure d’arts et métiers.
- Maurice Parodi (1930), inventeur, mathématicien, physicien.
- Maurice Lebourg (1933), inventeur.
- Pierre Marin (1948), physicien, spécialiste des accélérateurs de particules.
- Hervé Laborne (1970), directeur de l'ESME Sudria (ex- École spéciale de mécanique et d’électricité) jusqu'en 2011 et vice-président de l'Union des grandes écoles indépendantes (UGEI).
- Claude Remond (1945), à l’origine de la norme NF C 15-100 (norme de référence pour l’électricien français).
- Michel Rambaut (1954), physicien nucléaire. Il dirige les premiers essais nucléaires français.
- Jack Robert (1957), ancien président de l’université Paris XI.
- Michel Voos (1962), professeur à l’ENS Ulm, vice-président du département de physique de l’École polytechnique.
- Jean Klein (1962), directeur général de l’EFREI, professeur émérite de physique de l’université Paris VII.
- Léon Rozentalis (1963), fondateur de SUPINFO.
- Gérard Huet (1964), informaticien émérite, membre de l’Académie des sciences.
- Pierre Boullier (1967), docteur et chercheur en informatique.
- Farouk Kamoun (1970), pionnier des réseaux, contributeur au développement des réseaux et de l'informatique en Tunisie.
- Alain Guédon (1973), directeur des applications de la recherche et des relations industrielles de l’Institut Pasteur.
- Patrick Tabeling (1974), professeur de microfluidique à l’ESPCI ParisTech.
- Jean-Daniel Boissonnat (1976), directeur de recherche à l’INRIA, pionnier de la géométrie algorithmique, chevalier de l'ordre national du Mérite en 2006.
- Michel Ciazynski (1976), directeur général de l’Institut supérieur d'électronique de Paris.
- Julie Grollier (1975), directrice de recherche au CNRS.

## Anciens professeurs célèbres
- Lucien Poincaré